# A másik nővér
A másik nővér (eredeti cím: The Good Nurse) 2022-ben bemutatott amerikai bűnügyi filmdráma, amelyet Tobias Lindholm rendezett és Krysty Wilson-Cairns írt. A főszerepben Jessica Chastain, Eddie Redmayne, Nnamdi Asomugha, Kim Dickens és Noah Emmerich látható. A film Charles Graeber 2013-as, azonos című, Charles Cullen sorozatgyilkosról szóló könyvén alapul. 
A film világpremierje 2022. szeptember 11-én volt a Torontói Nemzetközi Filmfesztiválon, majd 2022. október 19-én került a mozikba, mielőtt a Netflix 2022. október 26-án streaming formában megjelentette volna. Általánosságban pozitív véleményeket kapott a kritikusoktól.

## Cselekmény
Egy hírhedt ápolót több száz kórházi beteg halálával gyanúsítanak.
Charlie Cullen (Eddie Redmayne) tizenhat évig dolgozott kórházi ápolóként, míg végül rácsok mögé nem került a munkája során elkövetett gyilkosságokért. Ő "csupán" negyven áldozatot ismert el, de a bizonyítékok hiányának ellenére lehetett sejteni, hogy több száz betegről volt szó, akikkel végül Cullen inzulin-és digoxinadagja végzett. Sokszor váltott kórházat, és a film az utolsó munkahelyén veszi fel a fonalat.
Bár a történet vezérfonala a gyilkos személyéhez kapcsolódik, a főszerepben mégis kollégáját, az egyedülálló kétgyerekes Amy Loughrent (Jessica Chastain) láthatjuk, akinek a szemszögéből végigkövetjük az eseményeket. Összebarátkoznak, sőt Charlie kifejezetten sokat gondoskodik Amy-ről, akinek szívbetegsége miatt rengeteget kell dolgoznia ahhoz, hogy fedezni tudja a műtét költségeit. Kollégája és újdonsült barátja azontúl, hogy lelki támaszt jelent számára, a gyerekekre is vigyáz adott esetben, ami hatalmas segítséget jelent Amy-nek.
Charlie természetesen továbbra is irtja a betegeit, és a helyi hatóság beavatkozásával igyekeznek felgöngyölíteni az ügyet. A jelek egyre inkább arra utalnak, hogy az új ápoló áll a halálesetek mögött, és a kettejük között kialakult barátság miatt Amy-nek még nagyobb kihívást jelent mindezt elfogadni. Érzelmi tusájában megismerünk egy lelkileg megtört anyát és egy súlyos döntés előtt álló barátot, akinek a kezében van egy sorozatgyilkos sorsa.

## Szereplők
| Szerep          | Színész           | Magyar hang   |
| --------------- | ----------------- | ------------- |
| Amy Loughren    | Jessica Chastain  | Pálfi Kata    |
| Charles Cullen  | Eddie Redmayne    | Szatory Dávid |
| Danny Baldwin   | Nnamdi Asomugha   | Papp Dániel   |
| Tim Braun       | Noah Emmerich     | Németh Gábor  |
| Linda Garran    | Kim Dickens       | Solecki Janka |
| Sam Johnson     | Malik Yoba        | Bognár Tamás  |
| Ellis ügyész    | Shaun O'Hagan     | Végh Péter    |
| Jackie          | Marcia Jean Kurtz | Halász Aranka |
| Dr. Robert Hind | Ajay Naidu        | Maday Gábor   |

## A film készítése
2021 márciusában Nnamdi Asomugha, áprilisban pedig Noah Emmerich és Kim Dickens csatlakozott a szereplőgárdához.
A forgatás 2021. április 12-én kezdődött a Connecticut állambeli Stamfordban.